# Reiwa

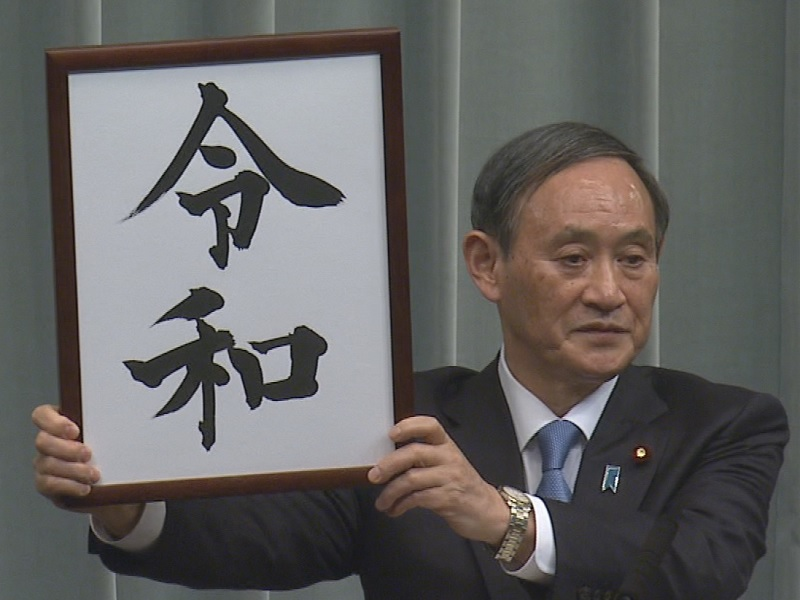
Yoshihide Suga, szef Sekretariatu Rady Ministrów, ogłasza nazwę nowej ery cesarskiej Reiwa

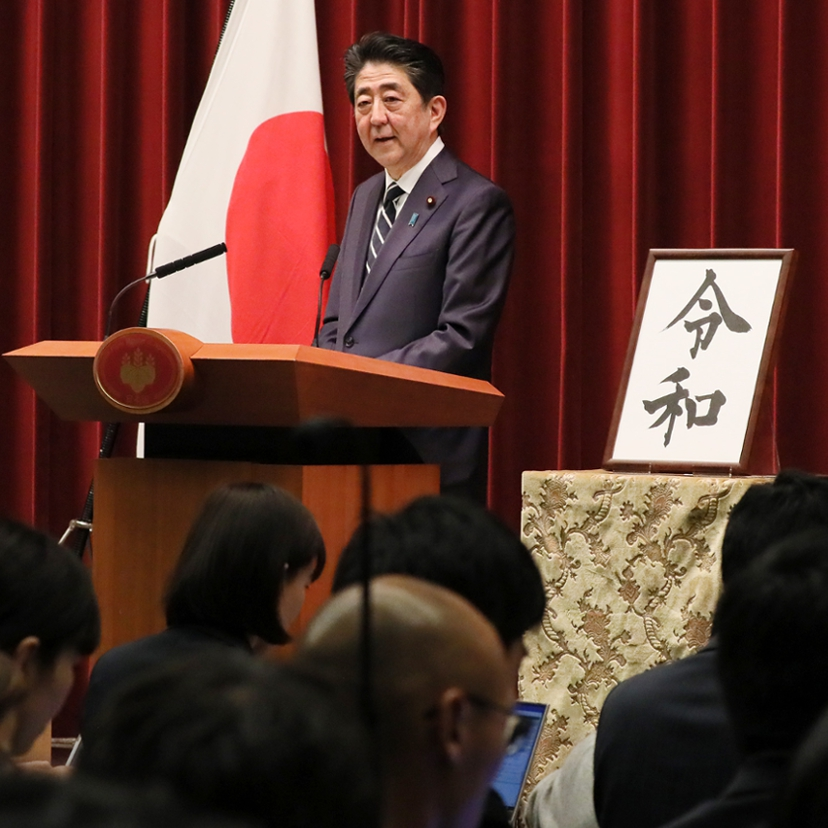
Konferencja prasowa premiera Shinzō Abe, dot. nazwy nowej ery

Reiwa (jap. 令和) – nazwa nowej ery (元号, gengō), okresu panowania cesarza Japonii Naruhito, obowiązująca od 1 maja 2019 roku.

## Decyzja o przyjęciu nowej nazwy
W związku ze zmianą na tronie cesarskim Japonii w 2019 roku, wynikającą z abdykacji cesarza Akihito i intronizacji jego syna, Naruhito, rząd Japonii w dniu 1 kwietnia 2019 roku podał nazwę nowej ery (okresu panowania cesarza) japońskiej, obowiązującej od momentu objęcia tronu przez cesarza Naruhito do końca jego panowania. 
Wcześniejsza era Heisei (平成) skończyła się w dniu 30 kwietnia 2019 roku. Nazwa została wprowadzona w momencie objęcia tronu przez cesarza Akihito po śmierci jego ojca, Hirohito, (cesarza Shōwa), 8 stycznia 1989 roku.
W dniu 2 kwietnia 2019 roku rząd Japonii poinformował, że oficjalne tłumaczenie nazwy nowej ery Reiwa w języku angielskim to: „Beautiful Harmony” („Piękna Harmonia”).
W dniu 1 kwietnia 2019 roku Ambasada Japonii w Warszawie zamieściła informację prasową, która wyjaśnia znaczenie nazwy nowej ery: 

Nazwa „Reiwa” składa się z dwóch znaków – 令 (rei) oraz 和 (wa). Pierwszy z nich oznacza „piękno”, drugi zaś „harmonię”. Zatem w słowie „Reiwa” kryje się znaczenie „Kultura rodzi się i rozkwita, gdy ludzkie serca w piękny sposób zbliżają się ku sobie”.

## Zasady wybierania nazwy

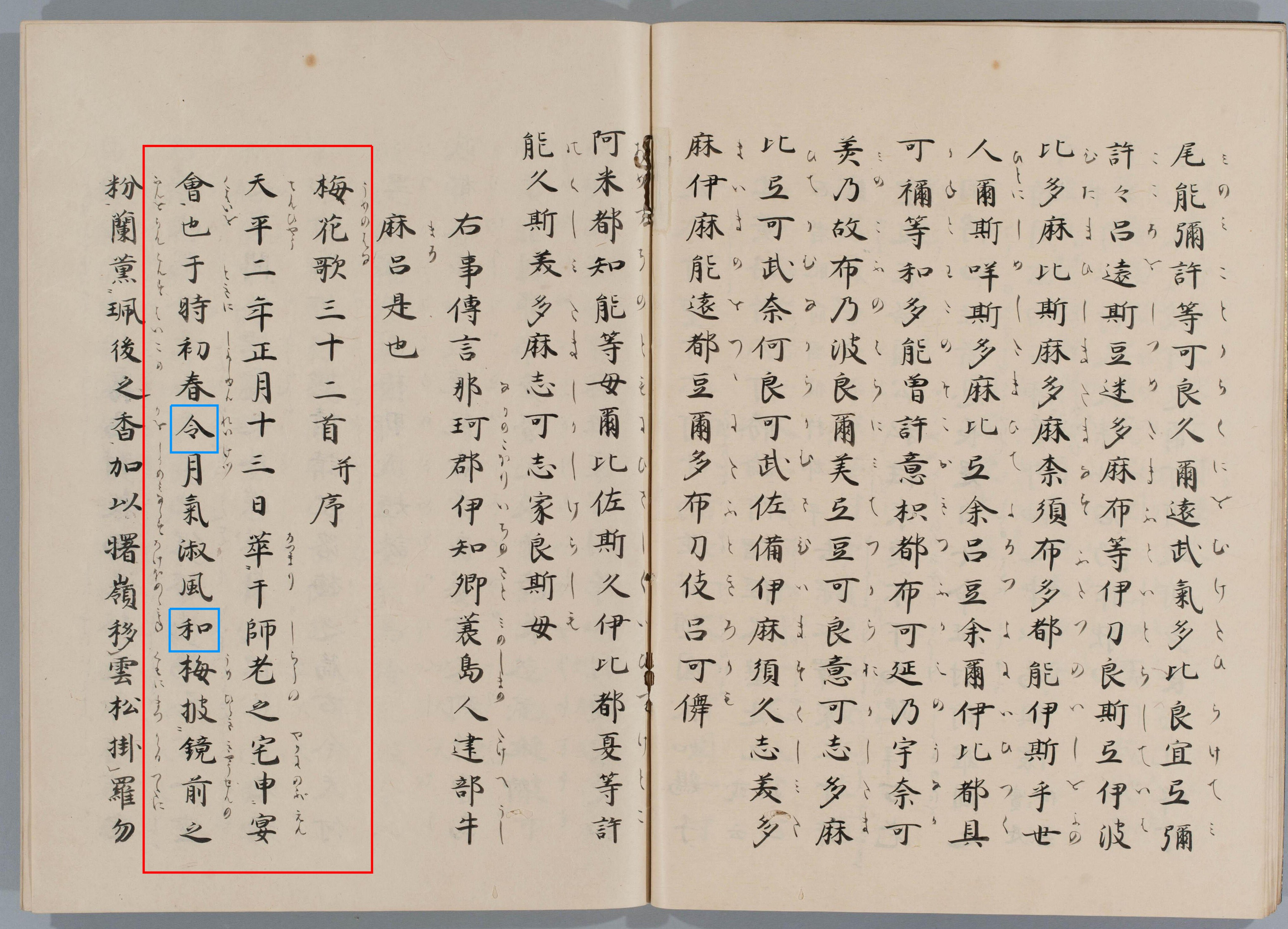
Fragment „Man’yōshū”, z którego pochodzi nazwa ery

W 1983 roku rząd premiera Yasuhiro Nakasone opublikował „Deklarację o procedurach dotyczących nazw er”, zgodnie z „Ustawą o nazwie er” z 1979 roku. Deklaracja zawiera sześć zasad wyboru nazwy następnej ery. Oprócz tego, że powinna odzwierciedlać aspiracje i ideały społeczeństwa, musi spełniać wiele innych warunków. 
Nazwa powinna się składać z dwóch znaków kanji, chociaż w przeszłości nieliczne miały cztery. Tradycyjnie wywodziły się one z cytatów z klasycznej literatury chińskiej. Jednakże premier Shinzō Abe, odnosząc się do „wyjątkowości kultury japońskiej”, wyraził opinię, że w przypadku nowej ery rozpoczynającej się w 2019 roku powinna być wzięta pod uwagę klasyka japońska.
Tak też się stało. Nazwa została zaczerpnięta po raz pierwszy z klasycznej literatury japońskiej, ze wstępu do „Man’yōshū”, najstarszej istniejącej antologii poezji z VIII wieku, zawierającej ponad cztery i pół tysiąca wierszy z okresów: Asuka, Hakuhō i Nara.
Ze względu na to, że nazwa ery (okresu) powinna być łatwa do odczytania i zapisu oraz pojawia się m.in. w oficjalnych dokumentach, przepisy rządowe ograniczają wybór kanji do 2136 znaków z „Listy chińskich znaków powszechnego użycia”. Musi zatem być uwzględniony kompromis pomiędzy nauką i poziomem dzieci a powagą i tradycją dorosłego społeczeństwa.  
Nazwa nowego okresu panowania cesarza nie może wykorzystywać nie tylko poprzednich nazw, ale także tych, które zostały odrzucone. Na przykład nazwy Shōka (正化) i Shūbun (修文), które rywalizowały z Heisei, nie mogą być brane pod uwagę. Reguła ta nie zabrania jednak tej samej wymowy i możliwe było użycie np. nazwy ery Shōwa (正和) w latach 1312–1317 i ery Shōwa (昭和) 1926–1989.

## Ważne wydarzenia
19 listopada 2019 roku Shinzō Abe został najdłużej urzędującym premierem Japonii. Jednak zrezygnował z powodów zdrowotnych we wrześniu 2020 roku, a jego następcą został Yoshihide Suga.
Na początku 2020 roku Japonia zaczęła zmagać się z pandemią COVID-19. W czerwcu 2020 Fugaku został uznany za najpotężniejszy superkomputer na świecie. Został on opracowany wspólnie przez instytut badawczy Riken i Fujitsu.
Igrzyska Olimpijskie w Tokio, które miały rozpocząć się 24 lipca 2020, ostatecznie odbyły się latem 2021 roku z powodu pandemii koronawirusa. We wrześniu 2021 roku Suga ogłosił, że nie będzie kandydował w wyborach na lidera Partii Liberalno-Demokratycznej, skutecznie kończąc swoją kadencję na stanowisku premiera. Jego następcą został Fumio Kishida, który objął urząd premiera 4 października 2021 roku. Pierwsze wybory powszechne w erze Reiwy odbyły się 31 października 2021 roku.
W marcu 2022 roku Japonia przyłączyła się do sankcji wobec Rosji po rosyjskiej inwazji na Ukrainę. Kraj Kwitnącej Wiśni był również pierwszym krajem azjatyckim, który wywarł presję na Rosję. W lipcu 2022 roku były premier Shinzō Abe został zastrzelony podczas wiecu wyborczego w mieście Nara. 16 grudnia 2022 Drugi gabinet Kishidy ogłosił odejście od japońskiej polityki zorientowanej na obronę poprzez uzyskanie zdolności do kontrataku i zwiększenie budżetu obronnego do 2% PKB do 2027 roku.
Pod koniec 2023 roku kilku ministrów gabinetu podało się do dymisji w następstwie skandalu związanego z niewłaściwym wykorzystaniem funduszy wyborczych przez konserwatywnych ustawodawców z Partii Liberalno-Demokratycznej (LDP). Po wybuchu skandalu reputacja Kishidy gwałtownie spadła, a on sam zrezygnował ze stanowiska premiera we wrześniu 2024 roku. Na stanowisku zastąpił go Shigeru Ishiba.
1 stycznia 2024 roku w prefekturze Ishikawa na półwyspie Noto wystąpiło trzęsienie ziemi o magnitudzie 7,5, w wyniku którego zginęło 213 osób, a wiele innych zostało rannych. 19 stycznia 2024 Japonia stała się piątym krajem, który pomyślnie wylądował na Księżycu za pomocą lądownika SLIM.

## Nobliści
- 2019 – Akira Yoshino, Chemia
- 2021 – Syukuro Manabe, Fizyka
- 2024 – Nihon Hidankyō, Pokojowa

## Konwersja kalendarza
| Reiwa | 1     | 2    | 3     | 4      | 5       | 6      | 7     |
| Reiwa | I     | II   | III   | IV     | V       | VI     | VII   |
| ----- | ----- | ---- | ----- | ------ | ------- | ------ | ----- |
| n.e.  | 2019  | 2020 | 2021  | 2022   | 2023    | 2024   | 2025  |
| n.e.  | MMXIX | MMXX | MMXXI | MMXXII | MMXXIII | MMXXIV | MMXXV |